# بوکانبایف
بوکانبایف (به قرقیزی: Бөкөнбаев، بۅكۅنباەۋ)(به روسی: Боконбаево) یک روستا در قرقیزستان است که در شهرستان تونگ واقع شده‌است. بوکانبایف ۱۰٬۶۴۸ نفر جمعیت دارد و ۱٬۸۰۹ متر بالاتر از سطح دریا واقع شده‌است.